# レンダヴァ駅
レンダヴァ駅（レンダヴァえき）はスロベニア国プレクムリェ地方レンダヴァ村にある、スロベニア鉄道 レンダヴァ-国境線の駅である。

## 駅構造

### ホーム
1面2線の地上駅。他に、3本の側線を持つ。
| 路線   | 方向   | 行先                             | 備考 |
| ------ | ------ | -------------------------------- | ---- |
| 18号線 | 南方向 | チャコヴェツ、ヴァラジディン方面 | 普通 |

### ダイヤ[1]
一日2本の運行。普通列車のみが発着する。なお、休日は運行しない。

## 隣の駅
クロアチア国鉄
レンダヴァ - 国境線（時刻表番号：18）
普通
ムルスコ・スレディシチェ駅 - レンダヴァ駅

## その他
スロベニア最東端の駅で、クロアチアとの国境に位置する。次駅のムルスコ・スレディシチェは既にクロアチア国内で、終点までスロベニア国内には戻らないため、当駅は事実上の国際列車専用駅である。